# Persona 2
Persona 2 (ペルソナ2) é uma duologia de RPGs para PlayStation produzida pela Atlus. É composta por Innocent Sin (罪, Tsumi) e Eternal Punishment (罰, Batsu), sendo uma sequência direta à Megami Ibunroku Persona. Os jogos fazem parte da série Persona, que é uma subsérie da série Megami Tensei. Foram lançados, respectivamente, em 19 de Junho de 1999, e 20 de Junho de 2000. Além disso, ambos os jogos foram relançados no Playstation Portable. Innocent Sin no dia 14 de Abril de 2011 e Eternal Punishment em 17 de Maio de 2012, sendo que essa versão foi lançada exclusivamente no Japão.
Devido ao uso de temas controversos de grande especulação, como homossexualidade e nazismo, Innocent Sin foi lançado fora do Japão após vários anos da sua estreia como um remake  na plataforma Playstation Portable.

## Enredo
Ambos os jogos se passam na fictícia cidade japonesa Sumaru (珠閒瑠), na qual rumores se tornam realidade. No primeiro jogo, o protagonista é Tatsuya Suou (em japonês: 周防 達哉), um estudante do ensino médio. Enquanto em Eternal Punishment a protagonista é a repórter Maya Amano. Ambos os personagens aparecem nos dois episódios da duologia.

## Personagens
Em Innocent Sin, o jogador controla Tatsuya Suou, um estudante da escola Seven Sisters (七姉妹学園), que escolheu se isolar em relação a outras pessoas. Em sua jornada, Tatsuya é acompanhado por Lisa Silverman, que também frequenta a Seven Sisters; Eikichi Mishina, um delinquente que frequenta a escola Kasugayama (春日山); Maya Amano, uma repórter de uma revista focada em adolescentes, Yukino Mayuzumi; uma personagem de Revelations: Persona que é uma fotógrafa e Jun Kurosu, amigo de infância de Tatsuya.
Em Eternal Punishment, o jogador controla a já citada Maya Amano, que é acompanhada por Katsuya Suou, policial e irmão de Tatsuya; Ulala Serizawa, antiga amiga de Maya; Baofu, ex-advogado que busca vingança contra a máfia taiwanesa; Tatsuya Suou, o protagonista de Innocent sin.